# Cobra-de-escada
A cobra-de-escada ou riscadinha (Rhinechis scalaris ou Elaphe scalaris) é uma espécie de cobra da família Colubridae, e é considerada  inofensiva. A Cobra Escada, também conhecida como Zamenis Scalaris, é uma cobra não venenosa. No sudoeste da Europa, esta cobra é muito comum e fácil de identificar em qualquer lugar porque possui duas listras pretas (paralelas) no dorso. Difícil de acreditar, mas é verdade!
Eles normalmente ficam no chão e sobem em arbustos e árvores para encontrar ninhos de pássaros. Embora seja bastante inofensivo, às vezes pode reagir agressivamente e até morder com raiva se você tentar capturá-lo.
De acordo com a IUCN, a cobra-escada está espalhada por toda a sua área de distribuição; no entanto, nenhuma estimativa para sua população está disponível ainda. Atualmente, é classificado como o menos preocupante na lista vermelha da IUCN, e seus números estão hoje superestáveis, sem perigo de extinção, o que é uma ótima notícia.
Descrição e especificações
Uma espécie de Zamensis, a cobra escada, tem uma taxonomia confusa e é tradicionalmente encontrada na América do Norte, Eurásia e norte da África. Agora, as autoridades dividiram o gênero em alguns grupos menores.
Em geral, esta cobra é de tamanho médio com comprimento máximo de 160 cm. A cobra escada adulta desta espécie varia muito pouco na cor das demais espécies, sendo uma tonalidade específica de marrom, do escuro ao amarelado, com um par de listras longitudinais escuras.
Veja a tabela abaixo para descobrir suas especificações significativas:
Nome Científico Rhinechis Scalaris
Tamanho adulto 120 a 150 cm (4-5 pés)
Carcaça 120 x 60 x 60cm
Umidade Ideal 40 a 50%
UVI 2 a 3
Vida média de 15 a 20 anos
Facilidade de manuseio Fácil
Personalidade Dócil
● Distribuição Geográfica
A distribuição geográfica da cobra escada gira em torno da Espanha, Itália, Menorca, Portugal e sul da França. No entanto, está ausente na maioria das áreas do norte da Península Ibérica, incluindo Galiza, Pirenéus, País Basco e Cantábria.
A população de cobras de escada em Menorca pode resultar da introdução desta espécie pelos humanos. Não só neste estado, mas também em muitos outros países onde inicialmente não estava presente e foi distribuído posteriormente.
● Aparência Geral
Como mencionamos antes, a cor da cobra escada vai do marrom escuro ao amarelado – possuindo duas listras mais escuras que percorrem seu corpo do pescoço à cauda.
Sua cabeça é bastante distinta do resto do corpo, quase como o formato de um ovo esmagado. Além disso, possuem olhos muito proeminentes e únicos com pupilas redondas.
O seu habitat natural inclui florestas temperadas, maquis, terrenos aráveis, pastagens, plantações e jardins rurais. Pode ser encontrada em França, Portugal, Espanha e, possivelmente, Itália.
Em Portugal continental encontra-se bem distribuída por todo o território, especialmente até aos 800 metros de altitude.
Gosta de azinhais ou sobreirais abertos. Sobretudo em paisagens agrícolas, procura a vegetação junto aos rios e as orlas e muros que dividem os campos de cultivo. Está ameaçada por destruição de habitat.
Estas cobras são muitas vezes vítima de atropelamentos, por procurarem o calor retido no asfalto das estradas para se aquecerem durante a noite.